# Phomopsis bougainvilleae
Phomopsis bougainvilleae är en svampart som beskrevs av Sousa da Câmara 1951. Phomopsis bougainvilleae ingår i släktet Phomopsis och familjen Diaporthaceae.   Inga underarter finns listade i Catalogue of Life.